# 대한민국 민법 제759조
대한민국 민법 제759조는 동물의 점유자의 책임에 대한 민법 채권법 조문이다. 동물의 불법행위 책임 주체와 면책 조건, 그리고 특수불법행위 등을 규정하고 있다. 

## 조문
제759조(동물의 점유자의 책임) ① 동물의 점유자는 그 동물이 타인에게 가한 손해를 배상할 책임이 있다. 그러나 동물의 종류와 성질에 따라 그 보관에 상당한 주의를 해태하지 아니한 때에는 그러하지 아니하다.
②점유자에 갈음하여 동물을 보관한 자도 전항의 책임이 있다.

第759條(動物의 占有者의 責任) ① 動物의 占有者는 그 動物이 他人에게 加한 損害를 賠償할 責任이 있다. 그러나 動物의 種類와 性質에 따라 그 保管에 相當한 注意를 懈怠하지 아니한 때에는 그러하지 아니하다.
②占有者에 갈음하여 動物을 保管한 者도 前項의 責任이 있다.

Article 759 (Animal Owner’s Tort Liability) (1) The animal owner is liable for the damages caused by the animal unless he did not default on the due care in rearing the animal.
(2) The person who put the animal under custody is liable just as the animal owner would. 

## 비교 조문
일본민법 제718조(동물의 점유자 등의 책임) 1. 동물의 점유자는 그 동물이 타인에 가한 손해를 배상할 책임을 진다. 그러나, 동물의 종류 및 성질에 좇아 상당한 주의를 가지고 그 관리를 한 때에는 그러하지 아니하다.
2. 점유자를 대신하여 동물을 관리하는 자도 전항의 책임을 진다.

## 참고 문헌
- 오현수, 일본민법, 진원사, 2014. ISBN 978-89-6346-345-2
- 오세경, 대법전, 법전출판사, 2014 ISBN 978-89-262-1027-7
- 이준현 , LOGOS 민법 조문판례집, 미래가치, 2015. ISBN 979-1-155-02086-9
- 김희주 (2023), 민법 제759조 동물점유자 책임에 관한 연구, 동물법연구, vol., no.5, pp. 121-144
- 남기연. (2016). 동물 점유자의 민사책임에 관한 연구. 스포츠엔터테인먼트와 법, 19(1), 139-157.

## 같이 보기
- 불법행위